# На тайгових вітрах
«На тайгових вітрах» (рос. «На таёжный ветрах») — радянський двосерійний телефільм 1979 року режисера Анатолія Ниточкіна, знятий Творчим об'єднанням «Екран».

## Сюжет
За мотивами роману К. Лагунова «Одержимі». Фільм присвячений геологам-нафторозвідникам, які освоюють північні райони країни.

## У ролях
- Євген Шутов — Михайло Вєтров
- Володимир Борисов — Ярослав Грозов
- В'ячеслав Говалло — Мельник
- Юрій Назаров — парторг Русаков
- Ірина Бразговка — Ліда
- Михайло Кокшенов — Сеня Крупенников
- Ірина Калиновська — Соня
- Георгій Мартіросян — Платон
- Олександр Вдовін — Валентин
- Тетяна Божок — Глаша
- Валерій Зотов — Єпіфан
- Майя Булгакова — Дуся
- Іван Рижов — Матвеїч
- Любов Мишева — Рая
- Клементина Ростовцева — дружина Вєтрова
- Анатолій Бистров — епізод
- Микита Астахов — епізод
- Михайло Бочаров — епізод
- Михайло Бичков — епізод
- Михайло Жиров — епізод
- Олексій Ковальов — буровик
- Володимир Мишкін — епізод
- Олена Санько — епізод
- Іван Тартинський — епізод
- Анатолій Щукін — епізод
- Костянтин Рябов — епізод
- Тетяна Назарова — епізод
- Дмитро Орловський — епізод

## Знімальна група
- Режисер — Анатолій Ниточкін
- Сценаристи — Анатолій Ниточкін, Костянтин Лагунов
- Оператори — Володимир Брусін, Олександр Воропаєв
- Композитор — Георгій Фіртич
- Художник — Іван Тартинський